# Риддим
Риддим (англ. riddim, от rhythm — «ритм») — инструментальная версия песни, присущая ямайской музыке (в большинстве — дэнсхолл и регги) и другим стилям музыки карибского бассейна. Риддим обычно содержит партию ударных и повторяющуюся басовую партию.
Риддимы присущи таким стилям, как регги, даб, дансхолл и реггетон. Термин «риддим» используется также в некоторых других музыкальных стилях, например в гранже. У большинства риддимов имеются названия, самые распространённые: «Nanny Goat», «Diwali», «Bookshelf». Со второй половины 1990-х годов новые риддимы встречаются редко, и в целом имеют более латинский мотив (на манер реггетона).
Многие риддимы состоят всего из двух нот, между которыми и извивается бас. Поскольку мощные удары баса не очень сильно отличаются друг от друга, особое значение обретает пауза, пропущенный удар, сбой в равномерном пульсировании. Поэтому риддим — это последовательность из мощных толчков баса и коротких пауз, ямайский бас не мелодичен, бас задает ритм.
Также риддим означает запись нескольких треков разных исполнителей под общий минус. Как правило, такие треки объединяют в один трек, либо выходит альбом с риддимом.